# Calciatore africano dell'anno
Il Calciatore africano dell'anno è un premio che viene assegnato nel mondo del calcio; è stato istituito nel 1992 dalla Confédération Africaine de Football. Una prima edizione del premio, dal 1970 al 1994, venne istituita dalla rivista sportiva francese France Football.
Il premio viene assegnato annualmente al giocatore africano che più si è distinto nella stagione precedente militando in una squadra associata alla FIFA.
I calciatori più titolati sono il camerunense Samuel Eto'o e l'ivoriano Yaya Touré entrambi con 4 affermazioni.

## Albo d'oro dei vincitori

### Premio assegnato daFrance Football(1970-1994)
| Anno | Nazionalità       | Giocatore          | Squadra             |
| ---- | ----------------- | ------------------ | ------------------- |
| 1970 | Mali              | Salif Keïta        | Saint-Étienne       |
| 1971 | Ghana             | Ibrahim Sunday     | Asante Kotoko       |
| 1972 | Guinea            | Chérif Souleymane  | Conakry             |
| 1973 | Zaire             | Tshimen Bwanga     | TP Mazembe          |
| 1974 | Congo-Brazzaville | Paul Moukila       | CARA Brazzaville    |
| 1975 | Marocco           | Ahmed Faras        | Chabab Mohammedia   |
| 1976 | Camerun           | Roger Milla        | Tonnerre Yaoundé    |
| 1977 | Tunisia           | Tarak Dhiab        | Espérance Tunisi    |
| 1978 | Ghana             | Karim Abdul Razak  | Asante Kotoko       |
| 1979 | Camerun           | Thomas N'Kono      | Canon Yaoundé       |
| 1980 | Camerun           | Jean Manga Onguéné | Canon Yaoundé       |
| 1981 | Algeria           | Lakhdar Belloumi   | GCR Mascara         |
| 1982 | Camerun           | Thomas N'Kono      | Espanyol            |
| 1983 | Egitto            | Mahmoud El-Khateeb | Al-Ahly             |
| 1984 | Camerun           | Théophile Abega    | Tolosa              |
| 1985 | Marocco           | Mohamed Timoumi    | FAR Rabat           |
| 1986 | Marocco           | Badou Zaki         | Maiorca             |
| 1987 | Algeria           | Rabah Madjer       | Porto               |
| 1988 | Zambia            | Kalusha Bwalya     | Cercle Bruges       |
| 1989 | Liberia           | George Weah        | Monaco              |
| 1990 | Camerun           | Roger Milla        | Saint-Pierroise     |
| 1991 | Ghana             | Abedi Pelé         | Olympique Marsiglia |
| 1992 | Ghana             | Abedi Pelé         | Olympique Marsiglia |
| 1993 | Ghana             | Abedi Pelé         | Olympique Marsiglia |
| 1994 | Liberia           | George Weah        | Paris Saint-Germain |

### Premio assegnato dalla CAF (1992-oggi)
| Anno | Nazionalità    | Giocatore                 | Squadra             |
| ---- | -------------- | ------------------------- | ------------------- |
| 1992 | Ghana          | Abedi Pelé                | Olympique Marsiglia |
| 1993 | Nigeria        | Rashidi Yekini            | Vitória Setúbal     |
| 1994 | Nigeria        | Emmanuel Amunike          | Sporting Lisbona    |
| 1995 | Liberia        | George Weah               | Milan               |
| 1996 | Nigeria        | Nwankwo Kanu              | Inter               |
| 1997 | Nigeria        | Victor Ikpeba             | Monaco              |
| 1998 | Marocco        | Mustapha Hadji            | Deportivo La Coruña |
| 1999 | Nigeria        | Nwankwo Kanu              | Arsenal             |
| 2000 | Camerun        | Patrick Mboma             | Parma               |
| 2001 | Senegal        | El Hadji Diouf            | Lens                |
| 2002 | Senegal        | El Hadji Diouf            | Liverpool           |
| 2003 | Camerun        | Samuel Eto'o              | Maiorca             |
| 2004 | Camerun        | Samuel Eto'o              | Barcellona          |
| 2005 | Camerun        | Samuel Eto'o              | Barcellona          |
| 2006 | Costa d'Avorio | Didier Drogba             | Chelsea             |
| 2007 | Mali           | Frédéric Kanouté          | Siviglia            |
| 2008 | Togo           | Emmanuel Adebayor         | Arsenal             |
| 2009 | Costa d'Avorio | Didier Drogba             | Chelsea             |
| 2010 | Camerun        | Samuel Eto'o              | Inter               |
| 2011 | Costa d'Avorio | Yaya Touré                | Manchester City     |
| 2012 | Costa d'Avorio | Yaya Touré                | Manchester City     |
| 2013 | Costa d'Avorio | Yaya Touré                | Manchester City     |
| 2014 | Costa d'Avorio | Yaya Touré                | Manchester City     |
| 2015 | Gabon          | Pierre-Emerick Aubameyang | Borussia Dortmund   |
| 2016 | Algeria        | Riyad Mahrez              | Leicester City      |
| 2017 | Egitto         | Mohamed Salah             | Liverpool           |
| 2018 | Egitto         | Mohamed Salah             | Liverpool           |
| 2019 | Senegal        | Sadio Mané                | Liverpool           |
| 2020 | Non assegnato  | Non assegnato             | Non assegnato       |
| 2021 | Non assegnato  | Non assegnato             | Non assegnato       |
| 2022 | Senegal        | Sadio Mané                | Bayern Monaco       |
| 2023 | Nigeria        | Victor Osimhen            | Napoli              |
| 2024 | Nigeria        | Ademola Lookman           | Atalanta            |

## Classifica per numero vittorie
| Titoli | Giocatore |
| ------ | --- |
| 4      | Samuel Eto'o Yaya Touré |
| 3      | George Weah Abedi Pelé |
| 2      | Thomas N'Kono Mohamed Salah Sadio Mané Nwankwo Kanu Didier Drogba El Hadji Diouf Roger Milla |
| 1      | Pierre-Emerick Aubameyang Riyad Mahrez Emmanuel Adebayor Frédéric Kanouté Mustapha Hadji Victor Ikpeba Emmanuel Amunike Rashidi Yekini Kalusha Bwalya Rabah Madjer Badou Zaki Mohamed Timoumi Théophile Abega Mahmoud Al-Khatib Lakhdar Belloumi Jean Manga Onguéné Karim Abdul Razak Tarak Dhiab Ahmed Faras Paul Moukila Tshimen Bwanga Chérif Souleymane Ibrahim Sunday Salif Keïta Victor Osimhen Ademola Lookman |

## Classifica per nazionalità
| Pos. | Nazione                               | France Football | CAF | Tot. |
| ---- | ------------------------------------- | --------------- | --- | ---- |
| 1    | Camerun                               | 6               | 5   | 11   |
| 2    | Nigeria                               | 0               | 7   | 7    |
| 3    | Ghana                                 | 5               | 1   | 6    |
| 3    | Costa d'Avorio                        | 0               | 6   | 6    |
| 5    | Marocco                               | 3               | 1   | 5    |
| 6    | Senegal                               | 0               | 4   | 4    |
| 7    | Liberia                               | 2               | 1   | 3    |
| 8    | Egitto                                | 1               | 2   | 3    |
| 9    | Algeria                               | 2               | 1   | 3    |
| 10   | Mali                                  | 1               | 1   | 2    |
| 11   | Guinea                                | 1               | 0   | 1    |
| 11   | Rep. del Congo (ex Congo-Brazzaville) | 1               | 0   | 1    |
| 11   | RD del Congo (ex Zaire)               | 1               | 0   | 1    |
| 11   | Togo                                  | 0               | 1   | 1    |
| 11   | Tunisia                               | 1               | 0   | 1    |
| 11   | Zambia                                | 1               | 0   | 1    |
| 11   | Gabon                                 | 0               | 1   | 1    |